# Olympische Sommerspiele 1964/Leichtathletik – 1500 m (Männer)

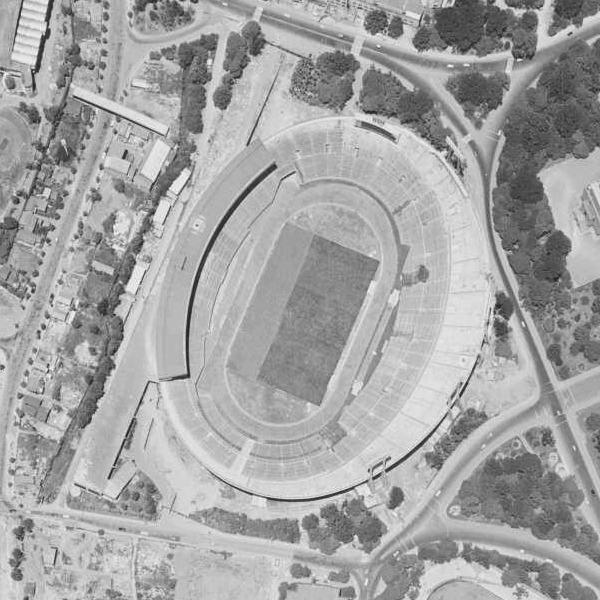
Luftaufnahme des Olympiastadions im Jahr 1963

Der 1500-Meter-Lauf der Männer bei den Olympischen Spielen 1964 in Tokio wurde am 17., 19. und 21. Oktober 1964 im Olympiastadion Tokio ausgetragen. 43 Athleten nahmen teil.
Olympiasieger wurde der Neuseeländer Peter Snell. Er gewann vor dem Tschechoslowaken Josef Odložil und John Davies, wie auch Sieger Snell aus Neuseeland.
Drei Deutsche, zwei Schweizer, ein Österreicher und ein Liechtensteiner gingen an den Start. Die beiden Schweizer Rolf Jelinek und Hansrüedi Knill, der Österreicher Volker Tulzer und auch der Liechtensteiner Hugo Walser schieden im Vorlauf aus. Auch der Deutsche Siegfried Valentin scheiterte im Vorlauf. Wolf-Dieter Holtz und Jürgen May kamen bis ins Halbfinale und schieden dort aus.

## Bestehende Rekorde
| Weltrekord         | 3:35,6 min | Herb Elliott ( Australien) | Finale OS Rom, Italien | 6. September 1960 |
| Olympischer Rekord | 3:35,6 min | Herb Elliott ( Australien) | Finale OS Rom, Italien | 6. September 1960 |

Der bestehende olympische Rekord, gleichzeitig Weltrekord, wurde hier in Tokio nicht erreicht. Auch im Finale, dem schnellsten Rennen, wurde kein Rekordtempo vorgelegt, die Läufer richteten sich auf ein Spurtfinish ein. Der neuseeländische Olympiasieger Peter Snell verfehlte den Rekord am Ende um 2,5 Sekunden.

## Durchführung des Wettbewerbs
43 Athleten traten am 17. Oktober zu insgesamt vier Vorläufen an. Die jeweils besten vier Starter – hellblau unterlegt – sowie die nachfolgend zwei Zeitschnellsten – hellgrün unterlegt – qualifizierten sich für die nächste Runde. Aus dem Halbfinale am 19. Oktober erreichten die jeweils vier besten Teilnehmer – wiederum hellblau unterlegt – sowie der nachfolgend Zeitschnellste – hellgrün unterlegt – das Finale am 21. Oktober.

## Zeitplan
17. Oktober, 11:00 Uhr: Vorläufe

19. Oktober, 11:00 Uhr: Halbfinale

21. Oktober, 13:20 Uhr: Finale

## Vorläufe
Datum: 17. Oktober 1964, ab 11:00 Uhr
Wetterbedingungen: klar, ca. 20 °C, Luftfeuchtigkeit ca. 67 %

### Vorlauf 1
| Platz | Name                 | Nation         | Zeit   |
| ----- | -------------------- | -------------- | ------ |
| 1     | Witold Baran         | Polen          | 3:45,3 |
| 2     | John Davies          | Neuseeland     | 3:45,5 |
| 3     | Dyrol Burleson       | USA            | 3:45,6 |
| 4     | Ergas Leps           | Kanada         | 3:46,4 |
| 5     | Bill McKim           | Großbritannien | 3:46,8 |
| 6     | Hansrüedi Knill      | Schweiz        | 3:47,2 |
| 7     | Denos Adjima Beche   | Elfenbeinküste | 3:53,5 |
| 8     | Basil Clifford       | Irland         | 3:54,9 |
| 9     | Neville Myton        | Jamaika        | 3:57,0 |
| 10    | Ramasamy Subramaniam | Malaysia       | 3:59,4 |
| DNS   | Ahmed Issa           | Tschad         |        |
| DNS   | José Gregorio Neira  | Kolumbien      |        |
| DNS   | Nguyễn Văn Lý        | Südvietnam     |        |

### Vorlauf 2
| Platz | Name                 | Nation         | Zeit   |
| ----- | -------------------- | -------------- | ------ |
| 1     | Michel Bernard       | Frankreich     | 3:44,1 |
| 2     | Jürgen May           | Deutschland    | 3:44,2 |
| 3     | John Whetton         | Großbritannien | 3:44,2 |
| 4     | Jim Ryun             | USA            | 3:44,4 |
| 5     | Karl-Uno Olofsson    | Schweden       | 3:44,8 |
| 6     | Olavi Salonen        | Finnland       | 3:46,8 |
| 7     | Francesco Bianchi    | Italien        | 3:47,9 |
| 8     | Ebrahim Yazdan Panah | Iran           | 3:54,8 |
| 9     | Albie Thomas         | Australien     | 3:54,9 |
| 10    | Tira Klai-Angtong    | Thailand       | 4:08,7 |
| DNS   | Jean Randrianjatavo  | Madagaskar     |        |
| DNS   | Muharrem Dalkılıç    | Türkei         |        |

### Vorlauf 3

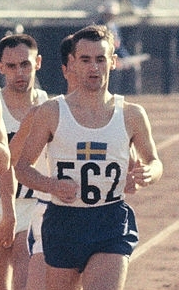
Stig Lindbäck – ausgeschieden als Fünfter des dritten Vorlaufs

| Platz | Name              | Nation        | Zeit   |
| ----- | ----------------- | ------------- | ------ |
| 1     | Kipchoge Keino    | Kenia         | 3:45,8 |
| 2     | Wolf-Dieter Holtz | Deutschland   | 3:46,6 |
| 3     | Tom O’Hara        | USA           | 3:46,7 |
| 4     | Peter Snell       | Neuseeland    | 3:46,8 |
| 5     | Stig Lindbäck     | Schweden      | 3:47,1 |
| 6     | Volker Tulzer     | Österreich    | 3:49,0 |
| 7     | Rolf Jelinek      | Schweiz       | 3:51,2 |
| 8     | Michel Medinger   | Luxemburg     | 3:51,8 |
| 9     | Chung Kyo-mo      | Südkorea      | 3:53,0 |
| 10    | Hugo Walser       | Liechtenstein | 3:53,3 |
| 11    | Anar Khan         | Pakistan      | 3:56,7 |
| DNS   | Michel Jazy       | Frankreich    |        |
| DNS   | Manuel Oliveira   | Portugal      |        |

### Vorlauf 4

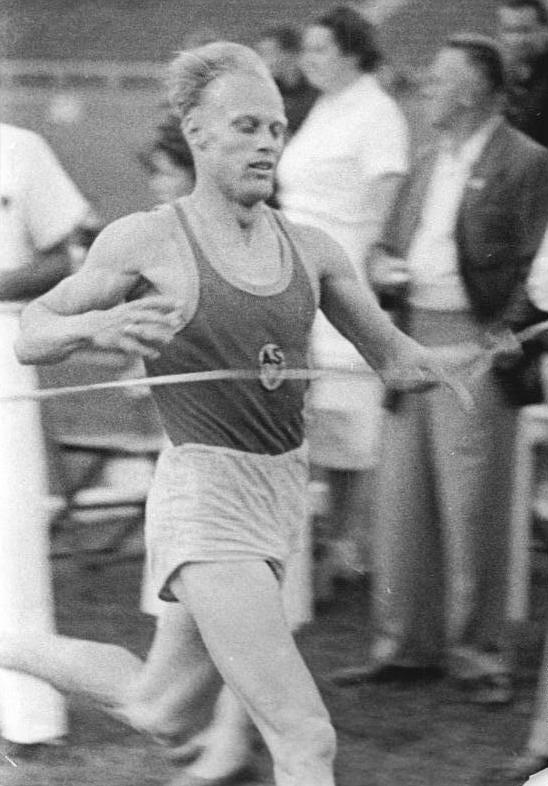
Siegfried Valentin – ausgeschieden als Sechster des vierten Vorlaufs

| Platz | Name               | Nation           | Zeit   |
| ----- | ------------------ | ---------------- | ------ |
| 1     | Alan Simpson       | Großbritannien   | 3:42,8 |
| 2     | Jean Wadoux        | Frankreich       | 3:43,0 |
| 3     | Josef Odložil      | Tschechoslowakei | 3:43,2 |
| 4     | Eugène Allonsius   | Belgien          | 3:43,3 |
| 5     | Simo Važić         | Jugoslawien      | 3:43,7 |
| 6     | Siegfried Valentin | Deutschland      | 3:44,9 |
| 7     | Mamo Sebsibe       | Äthiopien        | 3:45,8 |
| 8     | Iwan Belizki       | Sowjetunion      | 3:46,7 |
| 9     | Attila Simon       | Ungarn           | 3:49,1 |
| 10    | Toichi Yamaguchi   | Japan            | 3:56,7 |
| 11    | Eric Amevor        | Ghana            | 3:58,4 |
| 12    | Patrick Field      | Hongkong         | 4:02,6 |

## Halbfinale
Datum: 19. Oktober 1964, ab 11:00 Uhr
Wetterbedingungen: klar, ca. 17 °C, Luftfeuchtigkeit ca. 48 %

### Lauf 1

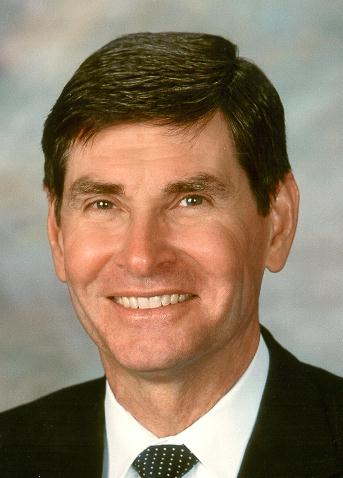
Jim Ryun (hier im Jahr 2009) – 1967 Weltrekordinhaber – schied als Neunter des ersten Halbfinals aus

| Platz | Name              | Nation           | Zeit   |
| ----- | ----------------- | ---------------- | ------ |
| 1     | Peter Snell       | Neuseeland       | 3:38,8 |
| 2     | Witold Baran      | Polen            | 3:38,9 |
| 3     | Josef Odložil     | Tschechoslowakei | 3:39,3 |
| 4     | Michel Bernard    | Frankreich       | 3:39,7 |
| 5     | John Whetton      | Großbritannien   | 3:39,9 |
| 6     | Wolf-Dieter Holtz | Deutschland      | 3:42,3 |
| 7     | Karl-Uno Olofsson | Schweden         | 3:44,8 |
| 8     | Ergas Leps        | Kanada           | 3:51,2 |
| 9     | Jim Ryun          | USA              | 3:55,0 |

### Lauf 2
| Platz | Name             | Nation         | Zeit   |
| ----- | ---------------- | -------------- | ------ |
| 1     | Dyrol Burleson   | USA            | 3:41,5 |
| 2     | Alan Simpson     | Großbritannien | 3:41,5 |
| 3     | John Davies      | Neuseeland     | 3:41,9 |
| 4     | Jean Wadoux      | Frankreich     | 3:41,9 |
| 5     | Kipchoge Keino   | Kenia          | 3:41,9 |
| 6     | Eugène Allonsius | Belgien        | 3:41,9 |
| 7     | Tom O’Hara       | USA            | 3:43,4 |
| 8     | Jürgen May       | Deutschland    | 3:46,8 |
| 9     | Simo Važić       | Jugoslawien    | 3:48,3 |

Im zweiten Halbfinale ausgeschieden:

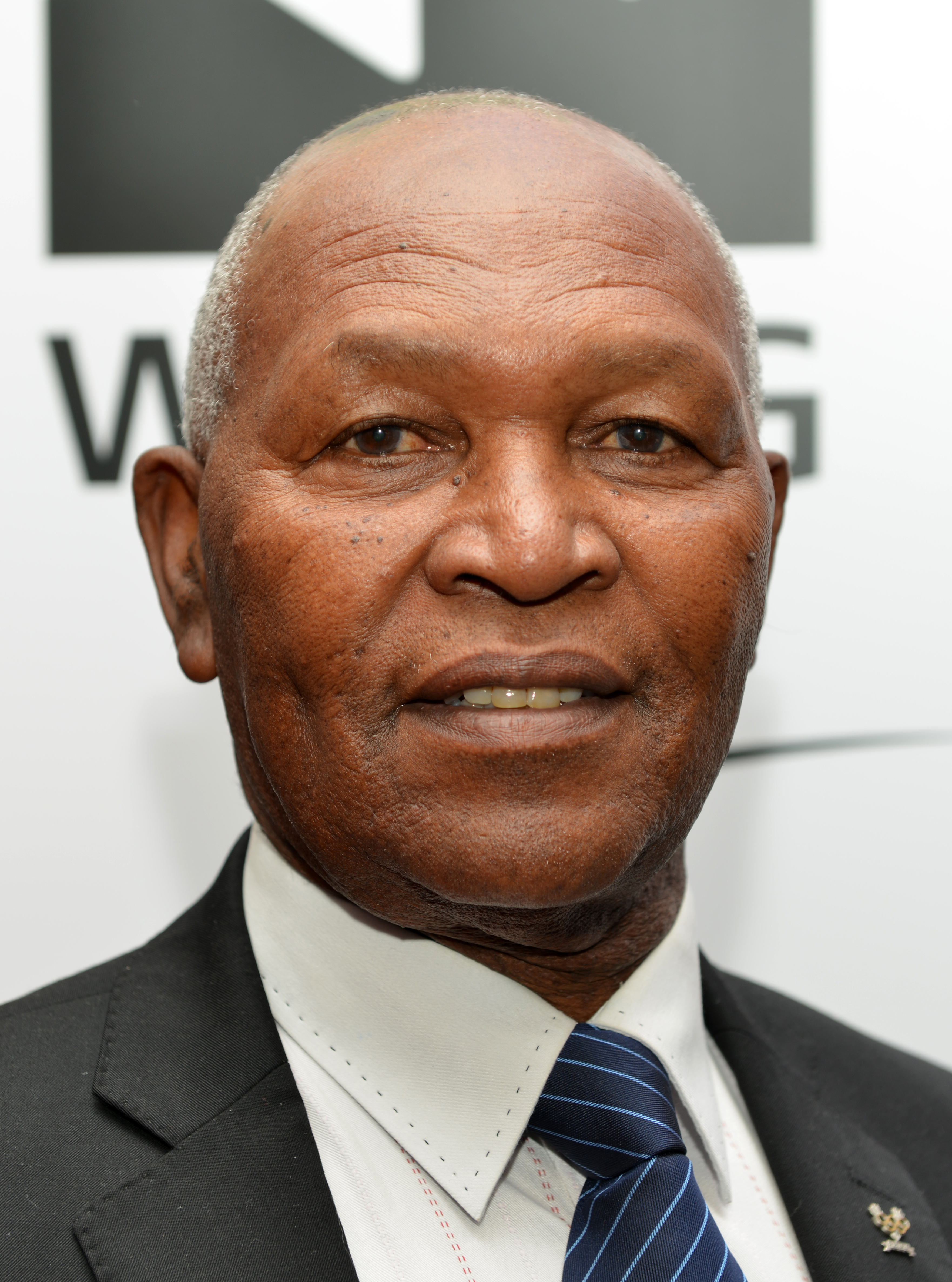
Kipchoge Keino (Foto: 2014) – in den kommenden Jahren als Mittelstreckler, Langstreckler und Hindernisläufer äußerst erfolgreich – Rang fünf in 3:41,9 min
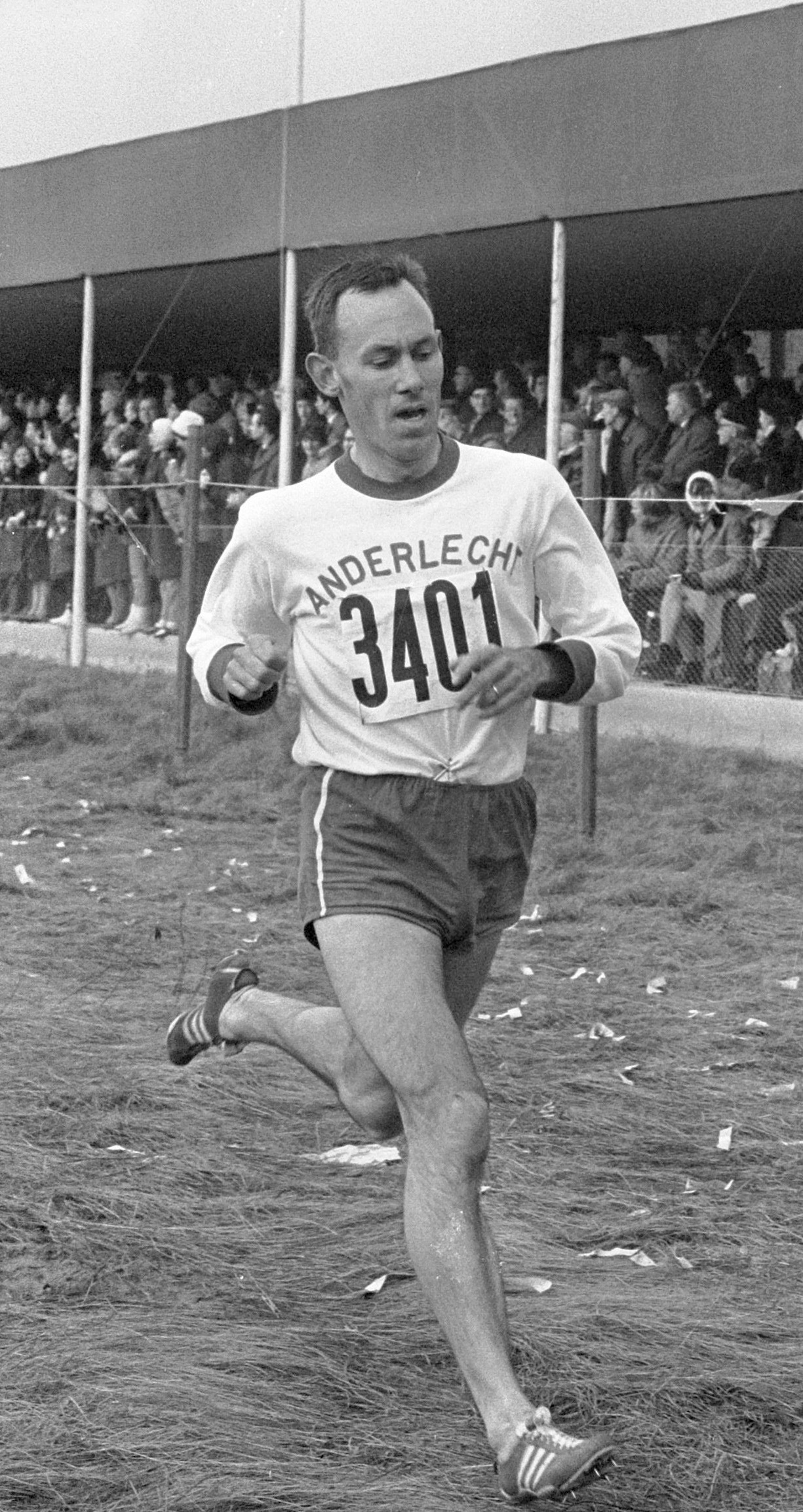
Eugène Allonsius – Rang sechs in 3:41,9 min
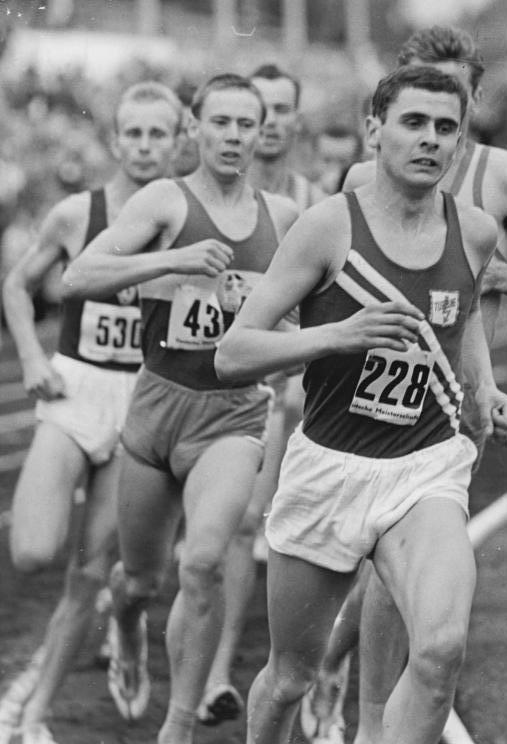
Jürgen May (Nr. 228 bei den DDR-Meisterschaften 1963) – Rang acht in 3:46,8 min
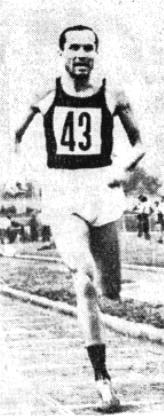
Simo Važić – Rang neun in 3:48,3 min

## Finale

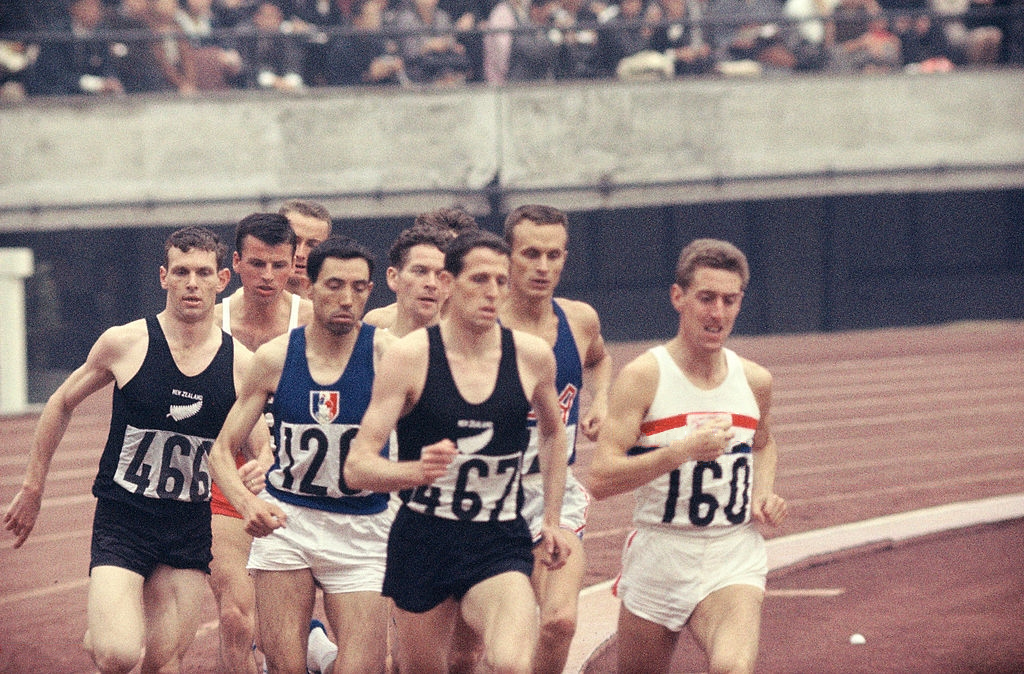
Das Finale: Peter Snell (466), Michel Bernard (120), John Davies (467), John Whetton (160) – hinter Snell und Bernard: Witold Baran, dahinter Jean Wadoux, zwischen Bernard und Davies: Alan Simpson, im Hintergrund der Schopf von Josef Odložil, zwischen Davies und Whetton: Dyrol Burleson

Datum: 17. Oktober 1964, 13:20 Uhr
Wetterbedingungen: bewölkt, ca. 20 °C, Luftfeuchtigkeit ca. 74 %
| Platz | Name           | Nation           | Zeit   |
| ----- | -------------- | ---------------- | ------ |
| 1     | Peter Snell    | Neuseeland       | 3:38,1 |
| 2     | Josef Odložil  | Tschechoslowakei | 3:39,6 |
| 3     | John Davies    | Neuseeland       | 3:39,6 |
| 4     | Alan Simpson   | Großbritannien   | 3:39,7 |
| 5     | Dyrol Burleson | USA              | 3:40,0 |
| 6     | Witold Baran   | Polen            | 3:40,3 |
| 7     | Michel Bernard | Frankreich       | 3:41,2 |
| 8     | John Whetton   | Großbritannien   | 3:42,4 |
| 9     | Jean Wadoux    | Frankreich       | 3:45,4 |

Der Gewinner des 800-Meter-Rennens, der Neuseeländer Peter Snell, galt nach seiner souveränen Vorstellung auf der kürzeren Mittelstrecke auch als Favorit für das Rennen über 1500 Meter. Schon in den Vorläufen und Halbfinals schieden einige der Medaillenkandidaten aus, allen voran der US-Amerikaner Tom O’Hara. Auch der Deutsche Siegfried Valentin, der im Vorfeld hervorragende Zeiten angeboten hatte, gehörte zu den ausgeschiedenen Läufern. Der Franzose Michel Jazy verzichtete nach seinem Vorlaufsieg über 5000 Meter auf seine Teilnahme an den 1500 Metern, um sich voll und ganz auf die längere Strecke zu konzentrieren. In beiden Disziplinen gehörte Jazy zum hochgehandelten Favoritenkreis. Es reichte für ihn dann allerdings nicht zu einer Medaille.
Der Franzose Michel Bernard übernahm in der ersten Runde des Finalrennens die Führung, die 400-Meter-Marke wurde in 58,0 s passiert. Bei 800 Meter war Snells Landsmann John Davies vorn, die Zwischenzeit hier lautete 2:00,5 min, das Rennen verlief nicht gerade sehr zügig. Auf der Gegengeraden der Schlussrunde gab es dasselbe Szenario wie zuvor schon über 800 Meter. Snell schoss an die Spitze und lief überlegen zum Olympiasieg. Auf der Zielgeraden ließ er etwas austrudeln und errang seine insgesamt dritte Goldmedaille bei Olympischen Spielen. Im Kampf um Silber wurde Davies noch vom Tschechoslowaken Josef Odložil abgefangen. Der Brite Alan Simpson wurde Vierter. Der Welt- und olympische Rekord des Australiers Herb Elliott blieb hier in Tokio völlig unangetastet.
Josef Odložil gewann die erste tschechoslowakische Medaille über 1500 Meter.

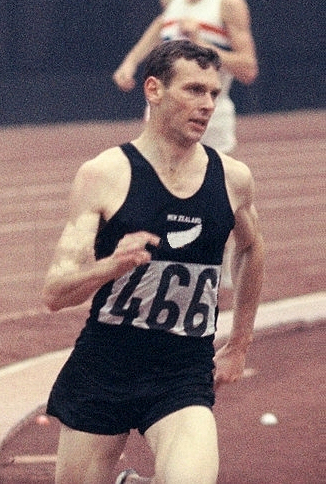
Peter Snell – zweites Gold hier in Rom, drittes Gold insgesamt
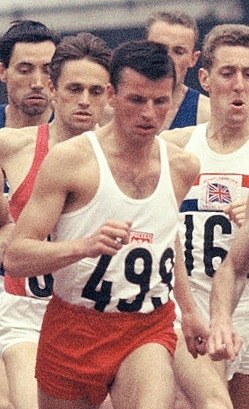
Josef Odložil (links, rotes Trikot) – Silber Witold Baran (führende Position) – Rang sechs
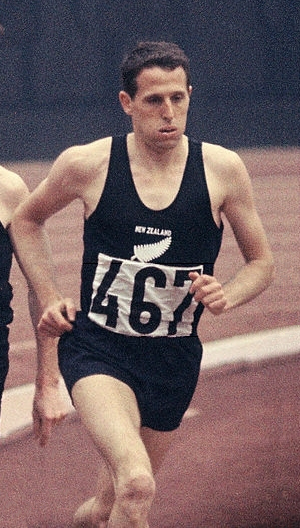
Bronzemedaillengewinner John Davies

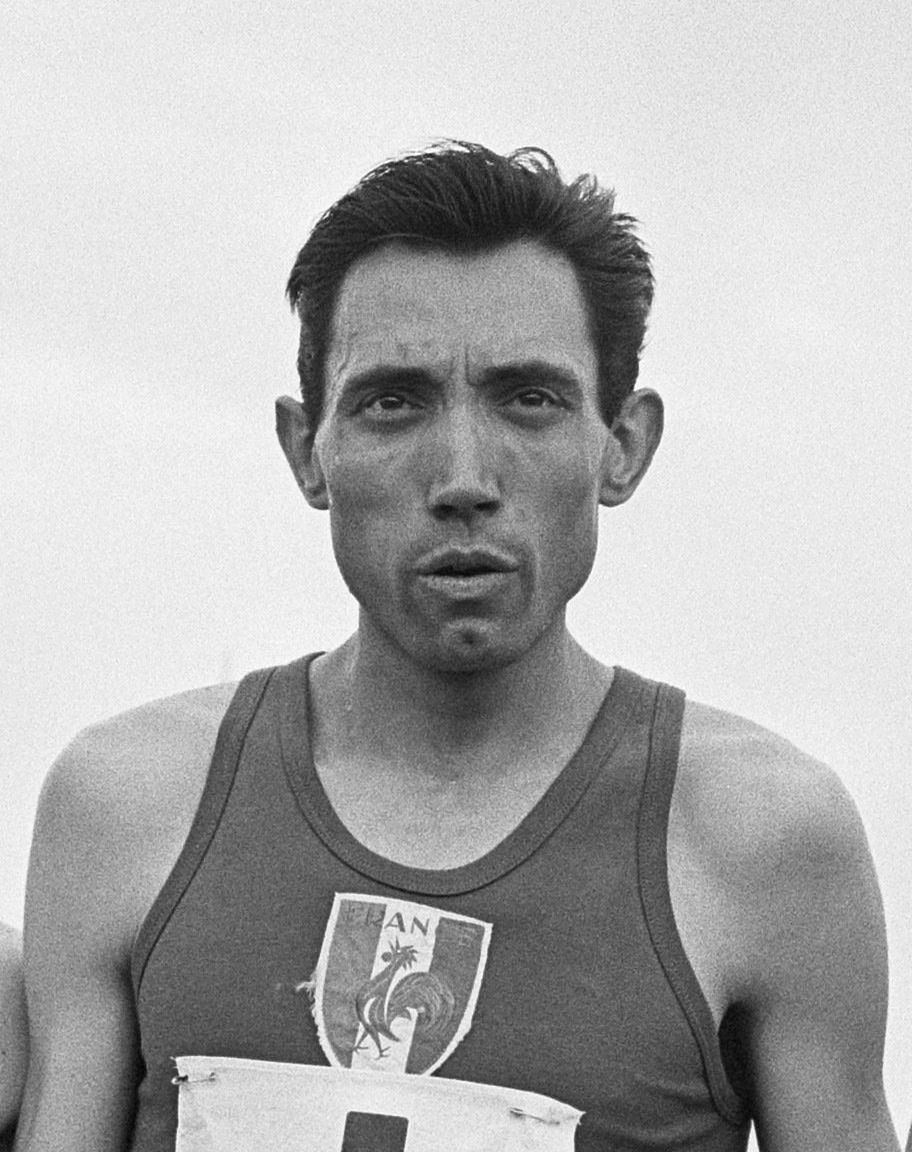
Michel Bernard belegte Rang sieben
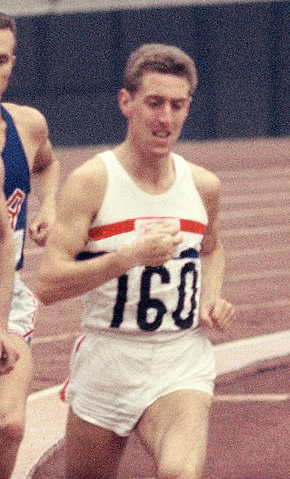
John Whetton – 1969 Europameister – kam auf den achten Platz

## Videolinks
- Tokyo 1964 | Peter Snell | 1500m | Athletics | Olympic Games | Amateur Footage, youtube.com, abgerufen am 5. September 2021
- 1964 Tokio, Peter Snell, 1500m (Amateur Footage), youtube.com, abgerufen am 5. September 2021
- Mens 800m and 1500m Tokyo 1964 highlights (Peter Snell Documentary), youtube.com, abgerufen am 25. Oktober 2017